# Budgie (interfaccia grafica)
Budgie è un ambiente desktop che prende di mira la metafora del desktop e, fino alla versione 10, utilizza le tecnologie di GNOME, come il toolkit GTK+ (> 3.x). A partire dalla versione 11, la libreria GTK verrà sostituita con la Enlightenment Foundation Library (EFL). È sviluppato dall'organizzazione Buddies of Budgie, composta da un team di collaboratori provenienti da distribuzioni Linux, come Fedora, Debian e Arch Linux.
Il suo design enfatizza la semplicità, il minimalismo e l'eleganza, fornendo al contempo i mezzi per estendere o personalizzare il desktop in vari modi. A differenza di ambienti desktop come Cinnamon, Budgie non ha una piattaforma di riferimento e si consiglia a tutte le distribuzioni che distribuiscono Budgie di impostare le impostazioni predefinite che meglio si adattano all'esperienza utente desiderata.

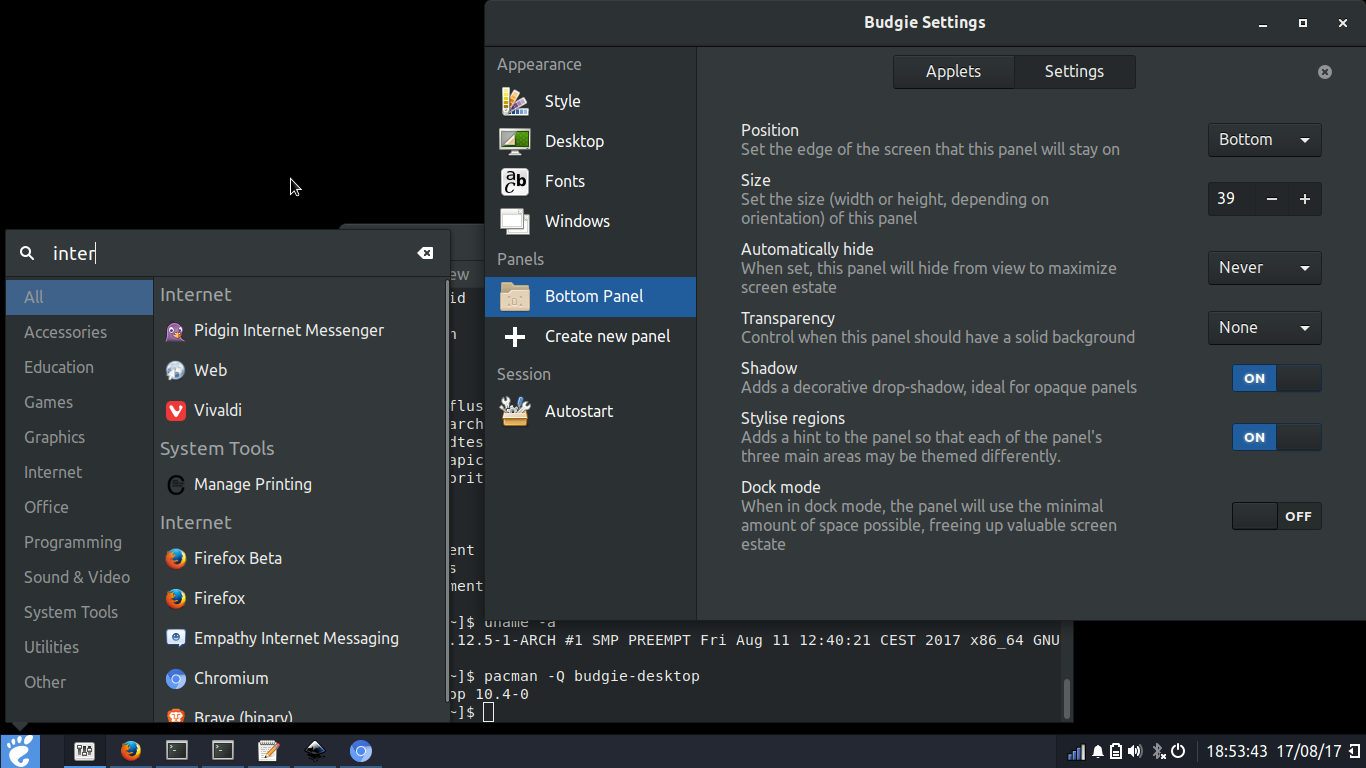
Budgie (desktop environment) v10.4

## Caratteristiche e applicazioni
Budgie 10 si integra strettamente con lo stack GNOME, utilizzando le tecnologie sottostanti per offrire un'esperienza desktop alternativa. Le applicazioni Budgie generalmente utilizzano le librerie GTK permettendo di avere barre di intestazione simili alle applicazioni GNOME. Budgie crea quello che è effettivamente un elenco di Preferiti automaticamente mentre l'utente lavora, spostando le categorie e le applicazioni verso la parte superiore dei menu quando vengono utilizzate.

## Storia
Budgie è stato inizialmente sviluppato come ambiente desktop predefinito per la distribuzione Linux Evolve OS. Il suo sviluppo venne accelerato dopo il cambio di nome della distribuzione in Solus.
Le prime versioni di Budgie erano lente e soggette a crash. La velocità e l'affidabilità sono migliorate con il tempo.
Budgie v1 fu distribuito il 18 febbraio 2014. Lo schema di numerazione delle versioni cambiò con l'arrivo della versione v10 il 27 dicembre 2015.
Il 14 settembre 2021, il progetto Solus ha annunciato che l'imminente v11 di Budgie non sarà più scritta in GTK, a causa di disaccordi irrisolvibili con il team di GNOME. Il software GNOME predefinito verrà sostituito anche nella futura Budgie Edition di Solus.
Il 1º gennaio 2022, lo sviluppatore principale di Budgie si è dimesso da Solus e ha istituito una nuova organizzazione per lo sviluppo del desktop con altri contributori attivi. Sotto questa nuova organizzazione, lo sviluppo è passato dall'essere focalizzato su Solus all'essere focalizzato sul miglioramento dell'esperienza in tutte le distribuzioni che adottano il desktop grafico. La prima versione con questa nuova organizzazione è stata la v10.6, rilasciata il 6 marzo 2022.

## Componenti aggiuntivi

### Budgie Backgrounds
Budgie Backgrounds è il set predefinito di immagini di sfondo di Budgie, da utilizzare nelle distribuzioni Linux che non ne forniscono il proprio. È interamente composto da immagini di pubblico dominio. Il codice sorgente e le immagini sono disponibili sotto la licenza Creative Commons Zero v1.0.

### Budgie Control Center
Budgie Control Center è un fork di GNOME Control Center ed è l'applicazione di impostazioni standard per Budgie con impostazioni e funzionalità specifiche. Implementato in C, utilizza GTK 3 e libhandy per i widget. Il codice sorgente è disponibile sotto la licenza GNU GPLv2.

### Budgie Desktop View
Budgie Desktop View è un componente software pensato per fornire icone desktop all'interno di Budgie. È implementato in Vala e utilizza GTK 3 per i widget. Il codice sorgente è disponibile sotto la licenza Apache 2.0.

### Budgie Screensaver
Budgie Screensaver è un fork di GNOME Screensaver, con correzioni aggiuntive e aggiornamenti minori. Inoltre fornisce un prompt di autenticazione quando il sistema è bloccato. È implementato in C e utilizza GTK 3 per i widget. Il codice sorgente è disponibile sotto la licenza GNU GPLv2.

### Magpie
Magpie è un fork del Window manager Mutter del progetto GNOME, con la caratteristica di non aver il supporto per Wayland. È principalmente destinato a ridurre il carico di manutenzione degli aggiornamenti dello stack GNOME, stabilizzandosi su una particolare versione dell'API Mutter. È implementato in C. Il codice sorgente è disponibile sotto licenza GNU GPLv2.

## Adozione del desktop grafico
| Distribuzione     | Note |
| ----------------- | --- |
| Arch Linux        | Disponibile nel repository Extra di Arch Linux                                                                          |
| Debian            | Disponibile nei repository principali di Debian nel ramo Stable a partire da Debian 9                                   |
| Fedora            | Disponibile anche con l'ambiente grafico Budgie sotto il nome di Fedora Budgie                                          |
| FreeBSD           | Disponibile negli attuali repositori di FreeBSD                                                                         |
| GeckoLinux        | Distribuzione basata su openSUSE, è disponibile anche con l'ambiente grafico Budgie sotto il nome di GeckoLinux Budgie  |
| Manjaro Linux     | Disponibile a partire da novembre 2015 come versione supportata dalla comunità sotto il nome di Manjaro Budgie          |
| NixOS             | Disponibile nei repository principali di NixOS nel ramo Stable a partire da NixOS 23.05                                 |
| openSUSE          | Disponibile per openSUSE Leap e openSUSE Tumbleweed                                                                     |
| Solus             | L'ambiente desktop principale di Solus                                                                                  |
| SpiralLinux       | Distribuzione basata su Debian, è disponibile anche con l'ambiente grafico Budgie sotto il nome di SpiralLinux Budgie   |
| Ubuntu Budgie     | Disponibile a partire dalla versione 16.04, è diventata una derivata ufficiale di Ubuntu a partire dalla versione 17.04 |
| Ultramarine Linux | L'ambiente desktop principale di Ultramarine Linux                                                                      |
| Void Linux        | Disponibile negli attuali repositori di Void Linux                                                                      |